# وزارت محیط زیست انتاریو
وزارت محیط زیست (انتاریو) (به انگلیسی: Ministry of the Environment (Ontario)) با استفاده از مقررات سختگیرانه، اجرای هدفمند و انواع برنامه‌های نوآورانه به مدت بیش از ۴۰ سال از محیط زیست انتاریو محافظت کرده‌است و رسیدگی به مسائل زیست‌محیطی از طرح‌های این وزارت‌خانه است.

## تاریخچه
این وزارتخانه ابتدا به عنوان یک مدیریت در شورای اجرایی انتاریو در سال ۱۹۷۲ تأسیس گردید. سپس در ادغام با وزارت نیرو از ۱۹۹۳ تا ۱۹۹۷ به وزارت محیط زیست و انرژی تبدیل شد. بعد از انتخابات ۲۰۱۴ با اضافه‌شدن تغییرات اقلیمی به اختیاراتش، نام آن به وزارت محیط زیست و تغییرات اقلیمی تغییر یافت. متعاقبا پس از انتخابات ۲۰۱۸ به وزارت محیط زیست، حفاظت از محیط زیست و پارک‌ها تغییر نام داد.